# The Final Frontier World Tour
The Final Frontier World Tour – trasa koncertowa grupy Iron Maiden promująca 15 album grupy, The Final Frontier, zainicjowana 9 czerwca 2010 koncertem w Dallas zaś zakończona w Londynie, 6 sierpnia 2011 roku. Trasa została ogłoszona 5 marca 2010 za pośrednictwem oficjalnej witryny grupy, gdzie oprócz dat nadchodzących koncertów, zamieszczono następujące oświadczenie:„Iron Maiden ma przyjemność poinformować, iż 15 album studyjny zatytułowany The Final Frontier, ukaże się późnym latem bieżącego roku.” Specjalnym gościem pierwszego etapu tournee była grupa Dream Theater, która otwierała koncerty w Ameryce Północnej. Trasa okazała się jedną z najbardziej udanych objazdów grupy po kontynencie od wielu lat. „The Final Frontier World Tour” po zakończeniu etapu amerykańskiego, trafiła na Stary Kontynent, gdzie w 2010 roku zespół był headlinerem wiodących festiwali oraz dał kilka koncertów stadionowych. Kierownictwo zespołu zaznaczało, iż „(...) na kolejny rok (2011) planuje się serię intensywnych koncertów w wielu krajach świata”.
Dokumentem tournee jest wydany w 2012 roku album oraz film koncertowy zatytułowany En Vivo!. Trasa okazała się ogromnym sukcesem Iron Maiden, przekładającym się na 103 koncertów zagranych w 36 krajach oraz 5 kontynentach, które przyciągnęły ostatecznie nawet trzy miliony widzów.

## Przygotowania

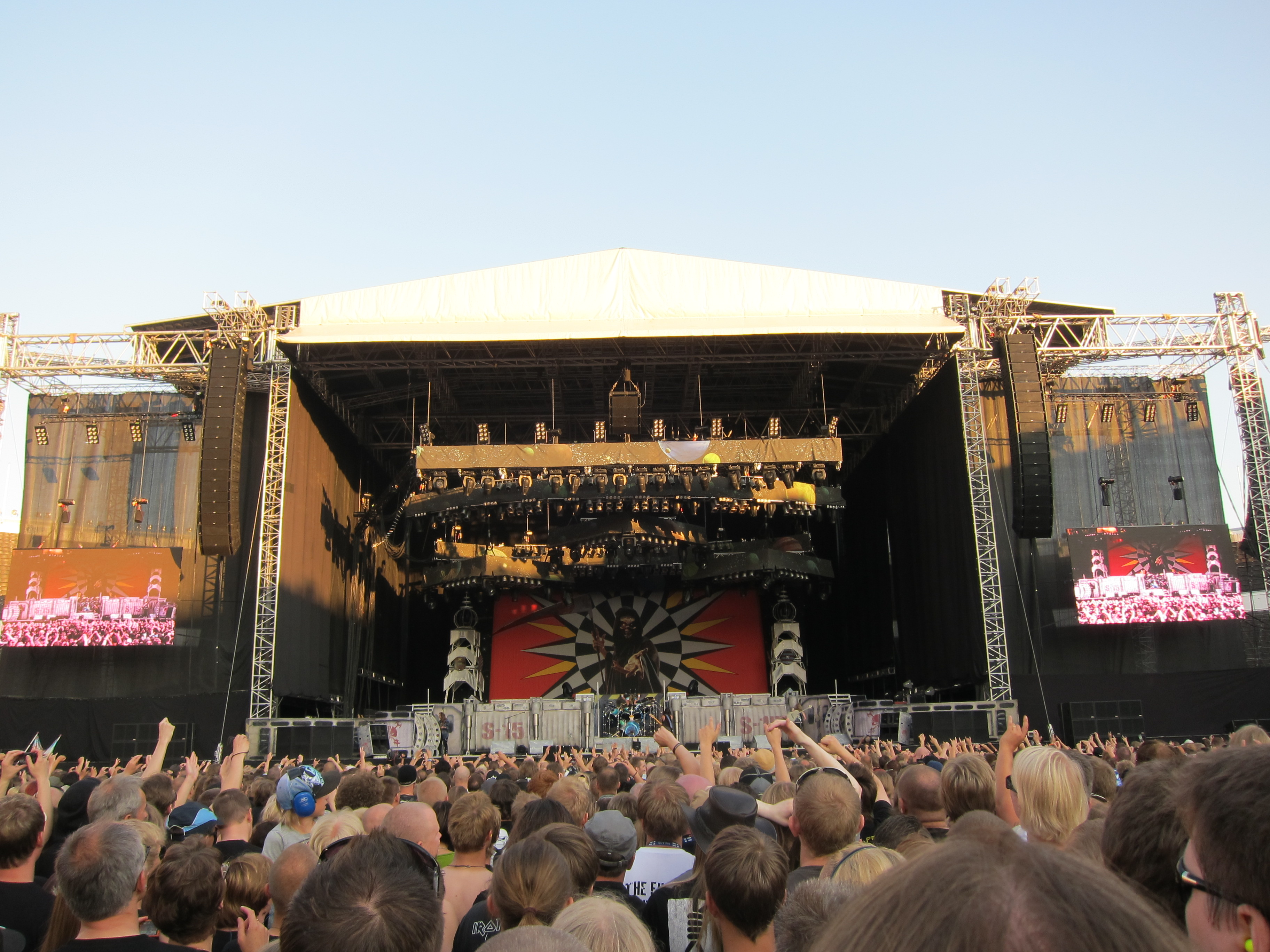
Iron Maiden 2010-11

Pierwszy etap trasy został anonsowany wraz z jej tytułem już 4 marca 2010,obejmował koncerty wyłącznie w Ameryce Północnej i Europie. Pełną tracklistę nowego albumu oraz jego ilustracje okładkową opublikowano ósmego czerwca, równocześnie udostępniono do darmowego odsłuchu pierwszy singel „El Dorado”. Był to jedyny utwór pochodzący z nowego albumu, prezentowany podczas pierwszego etapu trasy w 2010 roku.
5 sierpnia 2010, zespół rozpoczął ogłaszanie dat trasy na 2011 rok, od serii występów w Australii, zarówno jako gwiazda festiwali z cyklu „Soundwave Festival” jak i dwóch indywidualnych koncertów w tamtejszych arenach. W dalszej kolejności opublikowano serię koncertów w Skandynawii, w tym występów w Oslo, Gōteborgu, Helsinkach, oraz jako headliner „Roskilde Festival” w Danii.
2 Listopada anonsowano 29 dodatkowych występów zaplanowanych na 66 kolejnych dni, począwszy od koncertu w Moskwie, 11 lutego 2011, poprzez kolejne koncerty w Singapurze, Indonezji, Korei Południowej, Japonii, Meksyku, Ameryce Południowej, na Florydzie włączając w to oczywiście anonsowane występy w Australii. Management grupy potwierdził, iż podobnie jak miało to miejsce w latach 2008-09 i tym razem zespół będzie się przemieszczał w specjalnie przygotowanym Boeingu 757 „Ed Force One”. zaś setlista zostanie wzbogacona o materiał pochodzący z promowanego albumu. Właśnie podczas opisywanego etapu trasy zarejestrowano materiał, który stanowił kanwę dla albumu i filmu En Vivo!.
Dziesięcio-koncerowy objazd Wielkiej Brytanii anonsowano 11 listopada. Ze względu na duże zainteresowanie dodano kolejny koncert w Londynie (na The O2 Arena) jako wieńczący całą trasę. 18 listopada ogłoszono daty kolejnych koncertu na Starym Kontynencie, w tym występy w arenach sportowych Niemiec, Holandii i Francji. W niedługim odstępie czasu ogłoszono koncerty zespołu w roli headlinera festiwali „Rock Werchter” w Belgii oraz „Nova Rock Festival” w Austrii. W roku 2011 Iron Maiden wystąpili, jako headliner siedmiu odsłon festiwalu „Sonisphere” w tym w Warszawie (ogłoszono 14 grudnia), Madrycie (ogłoszono 17 grudnia), Bazylei (ogłoszono 20 grudnia), Imolii (ogłoszono 2 lutego), Czechach (ogłoszono 8 lutego), Atenach (ogłoszono 24 lutego), Sofii (ogłoszono 10 marca) oraz w Stambule (ogłoszono 2 kwietnia). Sumarycznie odwołano trzy koncerty. Przyczyną odwołania dwóch koncertów w japońskiej Saitama Super Arena (po 25 tys. widzów) był kataklizm naturalny wywołany przez tsunami Tōhoku. Show w Rio de Janeiro został przeniesiony na kolejny wieczór, kiedy po kilkunastu minutach występu przewróciła się barierka dzieląca widzów od estrady. 14 czerwca odwołano festiwal „Sonisphere” w Sofii, kiedy organizator nie dotrzymał warunków umowy.

## Supporty

### 2010
- Dream Theater na wszystkich koncertach trasy po Ameryce Północnej, oprócz koncertu w Winnipeg.
- Automan w Winnipeg[25].
- Heaven & Hell zostali anonsowani jak support koncertu w Bergen, Norwegia[26] oraz w Dublinie, Irelandia[27], niemniej postępująca choroba nowotworowa Ronniego Jamesa Dio zmusiła management do odwołania wszystkich koncertów zabookowanych na lato 2010. R.J. Dio przegrał walkę z chorobą 16 maja 2010[28].
- Dark Tranquillity ostatecznie wystąpili w Bergen, jako zastępstwo za Heaven & Hell[29].
- Sweet Savage zastąpili wspomnianą formację w Dublinie[30].
- Cargo w Cluj-Napoca, Rumunia[31].
- Labyrinth w Codroipo, Włochy[32].
- Edguy w Walencji[33].

### 2011
- Rise to Remain w Rosji, Singapurze, Indonezji, Korei Południowej, Australii, Niemczech, Holandii, Francji oraz Japonii[34].
- Bullet for My Valentine w Japonii.
- Maligno w Meksyku[35].
- Potestad w Bogocie[36].
- Contracorriente w Limie[37].
- Cavalera Conspiracy w São Paulo[38].
- Shadowside w Rio de Janeiro[39].
- Khallice w Brasílii[40].
- Stress w Belém.
- Terra Prima w Recife.
- Motorocker w Kurytybie.
- Kamelot w Buenos Aires[41].
- Adrián Barilari w Buenos Aires[42].
- Exodus w Santiago[43].
- Black Tide na Florydzie[44].
- Sabaton w Göteborgu[45].
- Graveyard w Göteborgu[46].
- Alice Cooper w Finlandii and Norwegii.
- LowRiderZ w St. Petersburgu[47].
- Mindlock w Faro[48].
- Airbourne w Wielkiej Brytanii, z wyłączeniem koncertów Belfaście i Londynie[49].
- DragonForce w Belfaście and Londynie (5 sierpnia).
- Trivium w Londynie (6 sierpnia).

## Setlisty
Setlista 2010
- Introdukcja: Gustav Holst „Mars, the Bringer of War” introdukcja przed każdym koncertem 2010

1. „The Wicker Man” (z albumu Brave New World, 2000)
2. „Ghost of the Navigator” (z albumu Brave New World, 2000)
3. „Wrathchild” (z albumu Killers, 1981)
4. „El Dorado” (z albumu The Final Frontier, 2010)
5. „Dance of Death” (z albumu Dance of Death, 2003)
6. „The Reincarnation of Benjamin Breeg” (z albumu A Matter of Life and Death, 2006)
7. „These Colours Don't Run” (z albumu A Matter of Life and Death, 2006)
8. „Blood Brothers” (z albumu Brave New World, 2000)
9. „Wildest Dreams” (z albumu Dance of Death, 2003)
10. „No More Lies” (z albumu Dance of Death, 2003)
11. „Brave New World” (z albumu Brave New World, 2000)
12. „Fear of the Dark” (z albumu Fear of the Dark, 1992)
13. „Iron Maiden” (z albumu  Iron Maiden, 1980)

Bisy
1. „The Number of the Beast” (z albumu The Number of the Beast, 1982)
2. „Hallowed Be Thy Name” (z albumu The Number of the Beast, 1982)
3. „Running Free” (z albumu Iron Maiden, 1980)

Uwagi:
- W trakcie każdego z występów, Bruce Dickinson anonsował „Blood Brothers” jako utwór dedykowany pamięci Ronniego Jamesa Dio[50].
- „Brighter Than a Thousand Suns” (z albumu A Matter of Life and Death, 2006) został zagrany zamiast „Wrathchild” w Dallas[50].
- „Paschendale” (z albumu Dance of Death, 2003) został zagrany zamiast „Dance of Death” w Dallas, San Antonio, Albuquerque, San Bernardino oraz w Auburn[50].

Zespół zdeklarował, iż setlista koncertów 2011 będzie zawierała więcej klasycznych kompozycji, jak i wybór utworów z albumu The Final Frontier.
- „Satellite 15...” jako introdukcja przed każdym z koncertów w 2011 roku.

1. „Satellite 15... The Final Frontier” (z albumu The Final Frontier, 2010)
2. „El Dorado” (z albumu The Final Frontier, 2010)
3. „2 Minutes to Midnight” (z albumu Powerslave, 1984)
4. „The Talisman” (z albumu The Final Frontier, 2010)
5. „Coming Home” (z albumu The Final Frontier, 2010)
6. „Dance of Death” (z albumu Dance of Death, 2003)
7. „The Trooper” (z albumu Piece of Mind, 1983)
8. „The Wicker Man” (z albumu Brave New World, 2000)
9. „Blood Brothers” (z albumu Brave New World, 2000)
10. „When The Wild Wind Blows” (z albumu The Final Frontier, 2010)
11. „The Evil That Men Do” (z albumu Seventh Son of a Seventh Son, 1988)
12. „Fear of the Dark” (z albumu Fear of the Dark, 1992)
13. „Iron Maiden” (z albumu Iron Maiden, 1980)

Bisy
1. „The Number of the Beast” (z albumu The Number of the Beast, 1982)
2. „Hallowed Be Thy Name” (z albumu The Number of the Beast, 1982)
3. „Running Free” (z albumu  Iron Maiden, 1980)

Uwagi:
- „Satellite 15... The Final Frontier” został podzielony na dwie części, część pierwsza była emitowana via PA w formie intra wraz z efektami świetlnymi, wizualizacjami i specjalną prezentacją wideo. Właściwy - muzyczny fragment kompozycji został potraktowany jako pierwszy utwór setlisty grany na żywo[50].
- W przeciwieństwie do wersji zamieszczonej na albumie „The Final Frontier”. „Satellite 15... The Final Frontier” oraz kolejny „El Dorado” zostały odegrane w sposób ciągły, jedna następowała zaraz po drugiej[50].
- „The Wicker Man „ oraz „Blood Brothers” były grane w alternatywnej kolejności w Singapurze, Dżakarcie i na Bali, lecz przypadkiem nie zamieniono kolejności podczas występu otwierającego koncerty 2011 w Moskwie[50].
- „The Talisman” został wykonany po „The Evil That Men Do” in Moskwie, zaś tuż przed „The Evil That Men Do” w Singapurze i Dżakarcie[50].
- Podczas australijskiego etapu trasy, Bruce Dickinson dedykował utwór „Blood Brothers” pamięci ofiar trzęsienia ziemi w Christchurch (luty 2011) oraz ich rodzinom. W Ameryce Południowej, Portoryko, na Florydzie i w Europie, utwór dedykowano zarówno pamięci ofiar katastrofy w Christchurch, jak i  ofiarom tsunami w Japonii, poległym w rewolucji egipskiej oraz w wojnie domowej w Libii. Podczas koncertu w 2011 w Oslo upamiętniono w ten sam sposób ofiary zamachu terrorystycznego w Norwegii, którego sprawcą był Anders Breivik[50].
- „The Trooper” pominięto ze względów politycznych podczas koncertu w Belfascie[50].

## Oprawa trasy

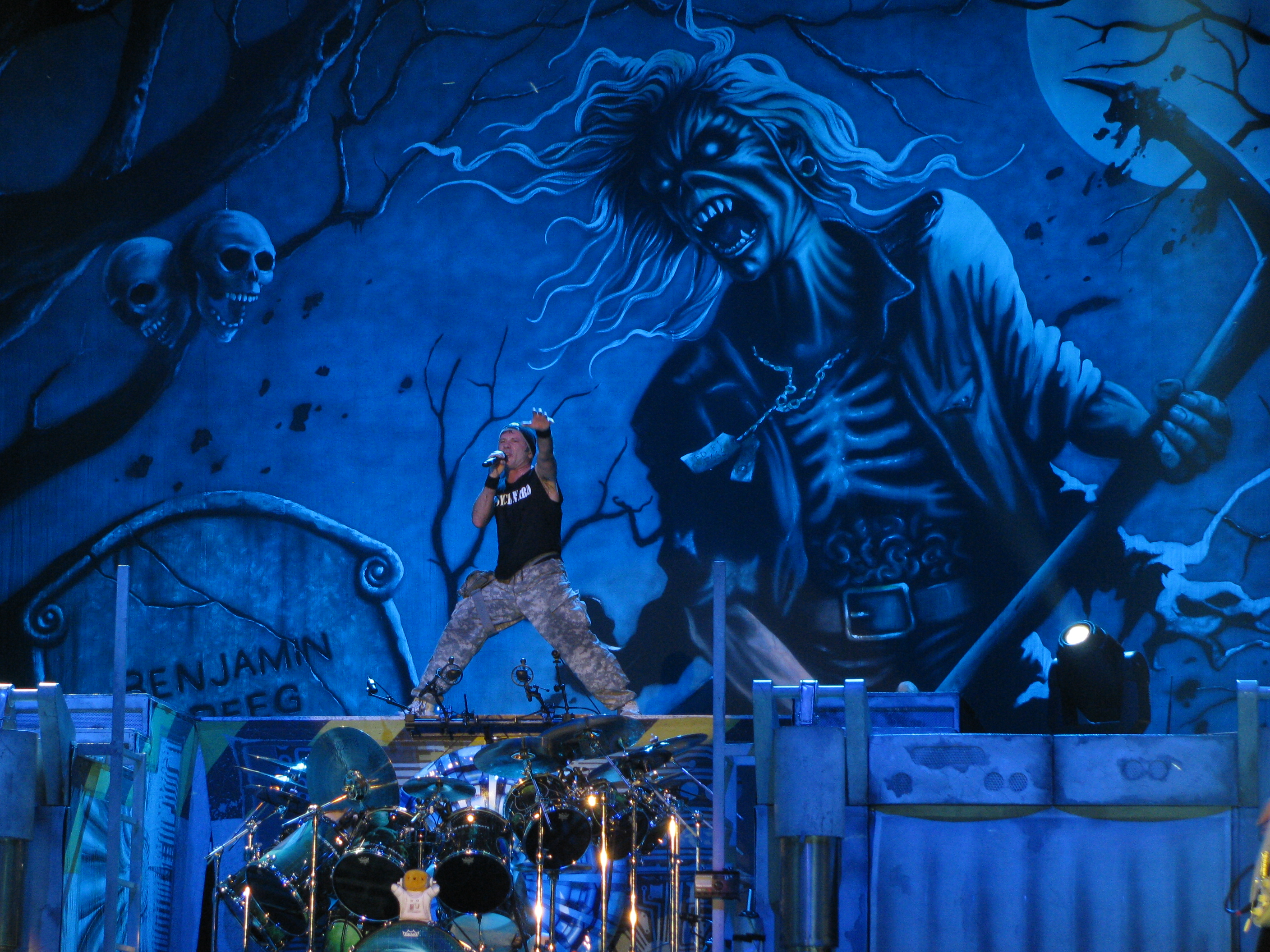
Iron Maiden 2010

W sprawie nowej scenografii Steve Harris wypowiadał się w sposób następujący:
„Jesteśmy niezwykle podekscytowani zbliżającą się trasą. Mam nadzieją, iż fani polubią zupełnie nową produkcję estradową i oświetlenie... Eddie na tej trasie zmieni się zasadniczo, niemniej chyba jest to jego najbardziej odrażająca inkarnacja jak na ten moment... Nie mogę zdradzić zbyt wielu szczegółów, aby nie zepsuć Wam niespodzianki niemniej gwarantuję, iż wystraszy Was na śmierć!”
Zbudowana na potrzeby trasy scenografia, nawiązywała do konwencji znanej z okładki albumu The Final Frontier. Przypominała stację kosmiczną („Satelita 15”), zwieńczoną na obu tylnych końcach dwoma dziesięciometrowymi wieżyczkami nadawczymi, zakończonymi reflektorami punktowymi.
Wykorzystywana od lat konstrukcja otaczająca estradę, wraz z wybiegami zazwyczaj używanymi przez Bruce’a Dickinsona, została specjalnie udekorowana, dokładnie tak aby przypominała zgromadzonym widzom statek kosmiczny. Również monitory odsłuchowe zawierały zupełnie nowy symbol „Skrzyżowanych Kluczy”. Nazwa „S-15” pojawiła się kilkakrotnie ma głównych panelach scenografii, nawiązując do utworu „Satellite 15... The Final Frontier”. jak również zastosowano specjalny system fono-błysków emitujący w alfabecie Morse’a komunikat: „Eddie Lives”. Wejścia na estradę przesłaniały dwie kotary z namalowanymi włazami do statku kosmicznego, zaś podłogę estrady (tradycyjnie) pokrywała wykładzina z wizerunkiem spodniej części satelity, w 2011 umieszczono na niej reprodukcję metalicznej kratownicy z widokiem na głęboki kosmos. Jak miało to już miejsce podczas poprzednich tras, zestaw perkusyjny Nicko McBraina oprócz maskotki kosmonauty, zawierał grafiki nawiązujące do tematyki science fiction.

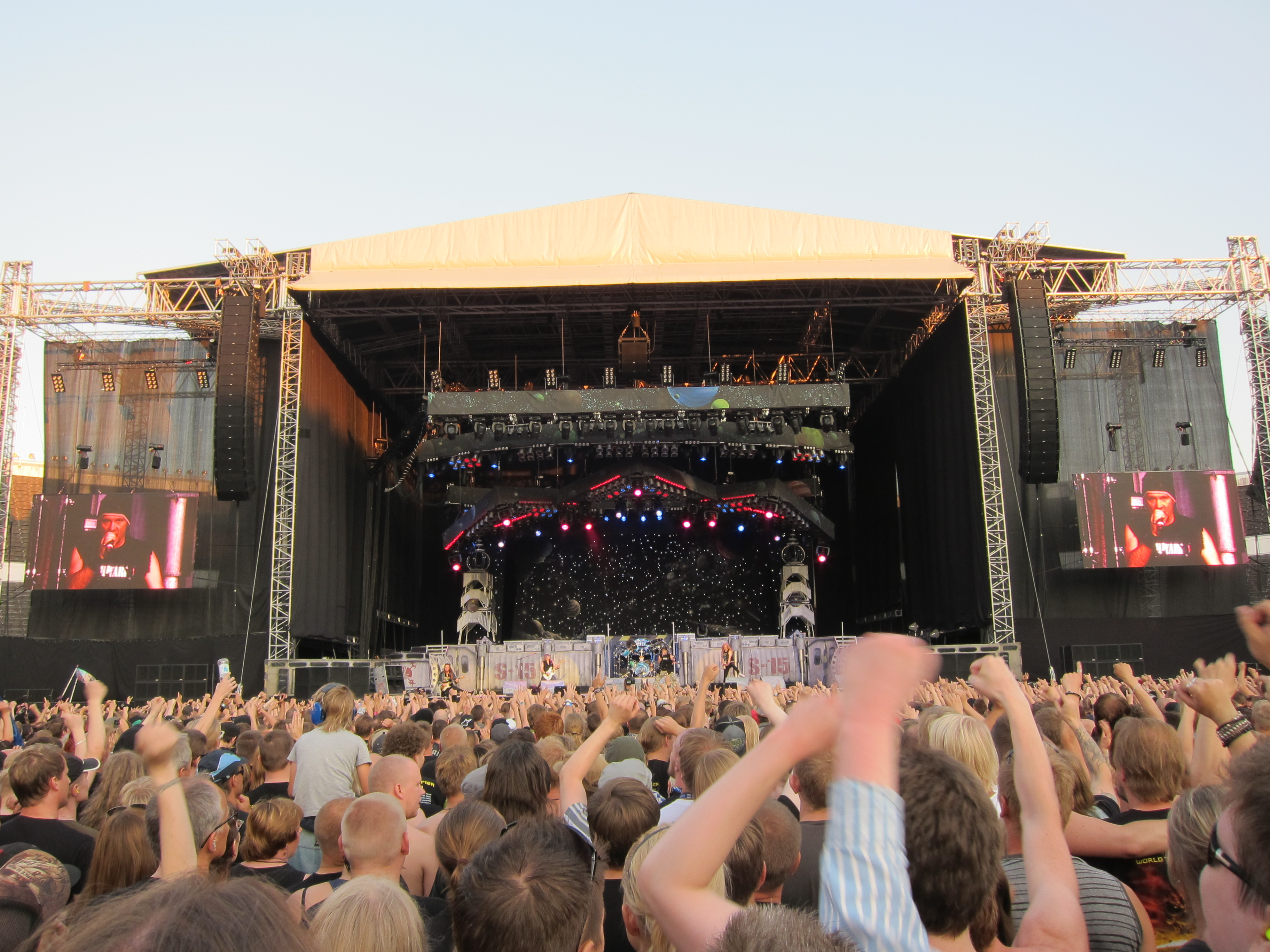
Iron Maiden, Helsinki, 8.7.2011

Mobilny Eddie, pojawił się w zupełnie nowej odsłonie jako kosmita w stylu „Obcego”. W jego oczodołach umieszczono kamery („Ed-cam”) z których obraz przekazywano na telebimy, tym razem „Eddie” był nieco mniejszy niż jego poprzednie wersje niemniej był pierwszym w historii, który wystąpił z gitarą na scenie. Eddie roztrzaskał ją podczas koncertu w hiszpańskiej Walencji, ostatnim na trasie w  2010 roku. W São Paulo, Rio de Janeiro, Buenos Aires, Santiago oraz podczas koncertów europejskich w 2011 r., pojawiła się ogromna, ruchoma głowa maskotki, która wyłaniała się z za estrady, błyskając oczyma oraz obejmując olbrzymimi łapami oba podesty nadbudowy estradowej. W trakcie koncertów zagranych w roku 2011 mobilna wersja maskotki pojawiała się na każdym koncercie trasy, podczas prezentacji utworu „The Evil That Men Do”.
Bez wątpienia najbardziej spektakularnym elementem show był imponujący, mobilny zestaw oświetleniowy, w skład którego wchodziły ogromne łukowate rampy otaczające trzy ruchome trójkątne wysięgniki, które w trakcie widowiska zmieniały swoje położenie. Całość wieńczyła standardowa rampa górna z reflektorami oświetlającymi publiczność. Wśród komponentów light-show, oprócz tradycyjnych jupiterów PAR 64, nie zabrakło multikolorowych linijek LED, rzutników, szperaczy oraz licznych stroboskopów. Zgodnie z wieloletnią tradycją zespołu poszczególne rampy zostały udekorowane tworzywem z naniesionymi motywami dekoracyjnymi, nawiązującymi do konwencji plastycznej albumu. Grupa zaprezentował również ogromną kurtynę LED imitującą efekt setek błyskających gwiazd, tworzących konstelacje. Pirotechnikę zastąpiono pneumatycznie wdmuchiwaną parą z suchego lodu. Podczas koncertów w roku 2011 Bruce Dickinson używał specjalnego statywu mikrofonowego, po raz pierwszy od czasów „The Ed Hunter Tour” w 1999

## Personel trasy
Iron Maiden
- Bruce Dickinson – wokal
- Dave Murray – gitara
- Adrian Smith – gitara, dodatkowe wokale
- Janick Gers – gitara
- Steve Harris – gitara basowa, dodatkowe wokale
- Nicko McBrain – instrumenty perkusyjne

Management
- Rod Smallwood
- Andy Taylor

Booking
- John Jackson at K2 Agency Ltd.
- Rick Roskin at CAA (Ameryka Północna)

Ekipa
- Ian Day – Kierownik trasy
- Steve Gadd – Asystent kierownika trasy
- Jason Danter – Kierownik produkcji
- Bill Conte – Kierownik sceny
- Zeb Minto – Koordynator przebiegu tournee
- Natasha De Sampayo – Garderobiana
- Doug Hall – Inżynier dźwięku PA
- Steve 'Gonzo' Smith – Inżynier odsłuchów
- Ian 'Squid' Walsh – Technik ds. nagłośnienia
- Mike Hackman – Technik ds. nagłośnienia
- Rob Coleman – Projektant świateł
- Rowan Norris – Technik ds. oświetlenia
- Sean Brady – Technik gitarowy Adriana Smitha
- Colin Price – Technik gitarowy Davea Murraya
- Mick Pryde – Technik gitarowy Janicka Gersa
- Michael Kenney – Technik gitarowy Steve’a Harrisa oraz instrument klawiszowe
- Charlie Charlesworth – Technik perkusyjny Nicko McBraina
- Paul Stratford – Specjalista scenograf
- Ashley Groom – Specjalista scenograf
- Philip Stewart – Specjalista scenograf
- Jeff Weir – Ochrona
- Peter Lokrantz – Masażysta
- Dave 'Tith' Pattenden – Reżyser wideo
- Johnny 'TGD' Burke – Filmy i wizualizacje oraz projekcje
- Keith Maxwell – Pirotechnik
- Eric Muccio – Pirotechnik
- Nick Jones – Merchandiser
- Dick Bell – Konsultant ds. produkcji

## Wydawnictwa
Menadżer grupy Rod Smallwood zakomunikował w nocie prasowej towarzyszącej premierze kompilacji „From Fear to Eternity: The Best of 1990 – 2010”. iż koncerty w  Argentynie oraz Chile zostaną zarejestrowane na potrzeby publikacji kolejnego koncertowego DVD. Na 26 marca 2012 zapowiedziano światową premierę zestawu En Vivo!, dostępnego na formatach 2DVD, CD oraz Blu-ray, sfilmowanego podczas koncertu zespołu na Stadionie Narodowym w Chile. Zestaw wzbogacono o 88-minutowy dokument z trasy, zatytułowany „Behind the Beast”. oraz reżyserską wersję wideoklipu do „Satellite 15...The Final Frontier” and its „Making Of”. Wydawnictwo okazało się dużym sukcesem rynkowym, docierając na szczyt zestawień sprzedaży muzycznych DVD w 26 krajach. W wielu z nich zdobyło „Złoty” oraz „Platynowy” certyfikat, również w Polsce

## Daty trasy
UWAGA! w wyniku aktualizacji danych, nazwy obiektów nie muszą się pokrywać ze stanem pierwotnym, znanym z materiałów prasowych grupy.
| Data                        | Miasto                      | Kraj              | Obiekt                              |                  |                  |
| Ameryka Północna            | Ameryka Północna            | Ameryka Północna  | Ameryka Północna                    | Ameryka Północna | Ameryka Północna |
| --------------------------- | --------------------------- | ----------------- | ----------------------------------- | ---------------- | ---------------- |
| 9 czerwca 2010              | Dallas, Teksas              | Stany Zjednoczone | SuperPages.com Center               |                  |                  |
| 11 czerwca 2010             | The Woodlands, Teksas       | Stany Zjednoczone | Cynthia Woods Mitchell Pavilion     |                  |                  |
| 12 czerwca 2010             | San Antonio, Teksas         | Stany Zjednoczone | AT&T Center                         |                  |                  |
| 14 czerwca 2010             | Greenwood Village, Kolorado | Stany Zjednoczone | Comfort Dental Amphitheatre         |                  |                  |
| 16 czerwca 2010             | Albuquerque, Nowy Meksyk    | Stany Zjednoczone | The Pavilion                        |                  |                  |
| 17 czerwca 2010             | Phoenix, Arizona            | Stany Zjednoczone | Cricket Wireless Pavilion           |                  |                  |
| 19 czerwca 2010             | San Bernardino, Kalifornia  | Stany Zjednoczone | San Manuel Amphitheater             |                  |                  |
| 20 czerwca 2010             | Concord, Kalifornia         | Stany Zjednoczone | Sleep Train Pavilion                |                  |                  |
| 22 czerwca 2010             | Auburn, Waszyngton          | Stany Zjednoczone | White River Amphitheatre            |                  |                  |
| 24 czerwca 2010             | Vancouver, British Columbia | Kanada            | General Motors Place                |                  |                  |
| 26 czerwca 2010             | Edmonton, Alberta           | Kanada            | Rexall Place                        |                  |                  |
| 27 czerwca 2010             | Calgary, Alberta            | Kanada            | Pengrowth Saddledome                |                  |                  |
| 29 czerwca 2010             | Saskatoon, Saskatchewan     | Kanada            | Credit Union Centre                 |                  |                  |
| 30 czerwca 2010             | Winnipeg, Manitoba          | Kanada            | MTS Centre                          |                  |                  |
| 3 lipca 2010                | Toronto, Ontario            | Kanada            | Molson Amphitheatre                 |                  |                  |
| 6 lipca 2010                | Ottawa, Ontario             | Kanada            | LeBreton Flats Park                 |                  |                  |
| 7 lipca 2010                | Montreal, Quebec            | Kanada            | Bell Centre                         |                  |                  |
| 9 lipca 2010                | Quebec, Quebec              | Kanada            | Plains of Abraham                   |                  |                  |
| 11 lipca 2010               | Holmdel, New Jersey         | Stany Zjednoczone | PNC Bank Arts Center                |                  |                  |
| 12 lipca 2010               | Nowy Jork                   | Stany Zjednoczone | Madison Square Garden               |                  |                  |
| 14 lipca 2010               | Burgettstown, Pensylwania   | Stany Zjednoczone | First Niagara Pavilion              |                  |                  |
| 15 lipca 2010               | Cuyahoga Falls, Ohio        | Stany Zjednoczone | Blossom Music Center                |                  |                  |
| 17 lipca 2010               | Clarkston, Michigan         | Stany Zjednoczone | DTE Energy Music Theatre            |                  |                  |
| 18 lipca 2010               | Tinley Park, Illinois       | Stany Zjednoczone | First Midwest Bank Amphitheatre     |                  |                  |
| 20 lipca 2010               | Bristow, Wirginia           | Stany Zjednoczone | Jiffy Lube Live                     |                  |                  |
| Europa                      |                             |                   |                                     |                  |                  |
| 30 lipca 2010               | Dublin                      | Irlandia          | The O2 Arena                        |                  |                  |
| 1 sierpnia 2010             | Knebworth                   | Anglia            | Knebworth Park                      |                  |                  |
| 5 sierpnia 2010             | Wacken                      | Niemcy            | True Metal Stage                    |                  |                  |
| 7 sierpnia 2010             | Sztokholm                   | Szwecja           | Stora Skuggan                       |                  |                  |
| 8 sierpnia 2010             | Pori                        | Finlandia         | Kirjurinluoto                       |                  |                  |
| 11 sierpnia 2010            | Bergen                      | Norwegia          | Koengen                             |                  |                  |
| 14 sierpnia 2010            | Budapeszt                   | Węgry             | Óbudai-sziget                       |                  |                  |
| 15 sierpnia 2010            | Kluż-Napoka                 | Rumunia           | Polus City Center                   |                  |                  |
| 17 sierpnia 2010            | Codroipo                    | Włochy            | Villa Manin                         |                  |                  |
| 19 sierpnia 2010            | Hasselt                     | Belgia            | Kiewit                              |                  |                  |
| 21 sierpnia 2010            | Walencja                    | Hiszpania         | Auditorio Marina Sur                |                  |                  |
| Around The World In 66 Days |                             |                   |                                     |                  |                  |
| 11 lutego 2011              | Moskwa                      | Rosja             | Olimpiyskiy Stadion                 |                  |                  |
| 15 lutego 2011              | Kallang                     | Singapur          | Singapore Indoor Stadium            |                  |                  |
| 17 lutego 2011              | Dżakarta                    | Indonezja         | Carnival Beach Ancol                |                  |                  |
| 20 lutego 2011              | Denpasar                    | Indonezja         | Garuda Wisnu Kencana                |                  |                  |
| 23 lutego 2011              | Melbourne                   | Australia         | Hisense Arena                       |                  |                  |
| 24 lutego 2011              | Sydney                      | Australia         | Sydney Entertainment Centre         |                  |                  |
| 26 lutego 2011              | Brisbane                    | Australia         | RNA Showgrounds                     |                  |                  |
| 27 lutego 2011              | Sydney                      | Australia         | Sydney Showground                   |                  |                  |
| 4 marca 2011                | Melbourne                   | Australia         | Melbourne Showgrounds               |                  |                  |
| 5 marca 2011                | Adelaide                    | Australia         | Bonython Park                       |                  |                  |
| 7 marca 2011                | Perth                       | Australia         | Claremont Showgrounds               |                  |                  |
| 10 marca 2011               | Seul                        | Korea Południowa  | Olympic Gymnastics Arena            |                  |                  |
| 12 marca 2011               | Saitama                     | Japonia           | Saitama Super Arena                 |                  |                  |
| 13 marca 2011               | Saitama                     | Japonia           | Saitama Super Arena                 |                  |                  |
| 17 marca 2011               | Monterrey                   | Meksyk            | Teatro Banamex                      |                  |                  |
| 18 marca 2011               | Meksyk                      | Meksyk            | Foro Sol                            |                  |                  |
| 20 marca 2011               | Bogota                      | Kolumbia          | Simón Bolívar Park                  |                  |                  |
| 23 marca 2011               | Lima                        | Peru              | Estadio Universidad San Marcos      |                  |                  |
| 26 marca 2011               | São Paulo                   | Brazylia          | Estádio do Morumbi                  |                  |                  |
| 28 marca 2011               | Rio de Janeiro              | Brazylia          | HSBC Arena                          |                  |                  |
| 29 marca 2011               | Rio de Janeiro              | Brazylia          | HSBC Arena                          |                  |                  |
| 30 marca 2011               | Brasília                    | Brazylia          | Estádio Mané Garrincha Parking Lot  |                  |                  |
| 1 kwietnia 2011             | Belém                       | Brazylia          | Parque de Exposições                |                  |                  |
| 3 kwietnia 2011             | Recife                      | Brazylia          | CC de Pernambuco External Area      |                  |                  |
| 5 kwietnia 2011             | Kurytyba                    | Brazylia          | Expotrade Arena Parking Lot         |                  |                  |
| 8 kwietnia 2011             | Buenos Aires                | Argentyna         | Estadio Vélez Sarsfield             |                  |                  |
| 10 kwietnia 2011            | Santiago                    | Chile             | Estadio Nacional de Chile           |                  |                  |
| 14 kwietnia 2011            | San Juan                    | Portoryko         | Coliseo de Puerto Rico              |                  |                  |
| 16 kwietnia 2011            | Sunrise, Floryda            | Stany Zjednoczone | BankAtlantic Center                 |                  |                  |
| 17 kwietnia 2011            | Tampa, Floryda              | Stany Zjednoczone | St. Pete Times Forum                |                  |                  |
| Europa                      |                             |                   |                                     |                  |                  |
| 28 maja 2011                | Frankfurt                   | Niemcy            | Festhalle Frankfurt                 |                  |                  |
| 29 maja 2011                | Oberhausen                  | Niemcy            | König Pilsener Arena                |                  |                  |
| 31 maja 2011                | Monachium                   | Niemcy            | Olympiahalle                        |                  |                  |
| 2 czerwca 2011              | Hamburg                     | Niemcy            | O2 World                            |                  |                  |
| 3 czerwca 2011              | Berlin                      | Niemcy            | O2 World                            |                  |                  |
| 7 czerwca 2011              | Stuttgart                   | Niemcy            | Schleyer Halle                      |                  |                  |
| 8 czerwca 2011              | Arnhem                      | Holandia          | GelreDome                           |                  |                  |
| 10 czerwca 2011             | Warszawa                    | Polska            | Bemowo Lotnisko                     |                  |                  |
| 11 czerwca 2011             | Praga                       | Czechy            | Výstaviště Praha                    |                  |                  |
| 13 czerwca 2011             | Nickelsdorf                 | Austria           | Pannonia Fields                     |                  |                  |
| 17 czerwca 2011             | Ateny                       | Grecja            | Terra Vibe Park                     |                  |                  |
| 19 czerwca 2011             | Stambuł                     | Turcja            | Küçükçiftlik Park                   |                  |                  |
| 21 czerwca 2011             | Sofia                       | Bułgaria          | National Hippodrome Bankya          |                  |                  |
| 24 czerwca 2011             | Bazylea                     | Szwajcaria        | St. Jakob-Gelände                   |                  |                  |
| 25 czerwca 2011             | Imola                       | Włochy            | Autodromo Enzo e Dino Ferrari       |                  |                  |
| 27 czerwca 2011             | Paryż                       | Francja           | Bercy Arena                         |                  |                  |
| 28 czerwca 2011             | Paryż                       | Francja           | Bercy Arena                         |                  |                  |
| 30 czerwca 2011             | Roskilde                    | Dania             | Festivalpladsen                     |                  |                  |
| 1 lipca 2011                | Göteborg                    | Szwecja           | Ullevi Stadium                      |                  |                  |
| 3 lipca 2011                | Werchter                    | Belgia            | Festivalpark                        |                  |                  |
| 6 lipca 2011                | Oslo                        | Norwegia          | Telenor Arena                       |                  |                  |
| 8 lipca 2011                | Helsinki                    | Finlandia         | Stadion Olimpijski                  |                  |                  |
| 10 lipca 2011               | St. Petersburg              | Rosja             | SKK Peterburgskiy                   |                  |                  |
| 14 lipca 2011               | Faro                        | Portugalia        | 30th International Motorcycle Rally |                  |                  |
| 16 lipca 2011               | Madryt                      | Hiszpania         | Getafe Open Air                     |                  |                  |
| 20 lipca 2011               | Glasgow                     | Szkocja           | SECC                                |                  |                  |
| 21 lipca 2011               | Aberdeen                    | Szkocja           | AECC P&J Arena                      |                  |                  |
| 23 lipca 2011               | Newcastle                   | Anglia            | Metro Radio Arena                   |                  |                  |
| 24 lipca 2011               | Sheffield                   | Anglia            | Sheffield Arena                     |                  |                  |
| 27 lipca 2011               | Nottingham                  | Anglia            | Capital FM Arena                    |                  |                  |
| 28 lipca 2011               | Manchester                  | Anglia            | Manchester Arena                    |                  |                  |
| 31 lipca 2011               | Birmingham                  | Anglia            | National Indoor Arena               |                  |                  |
| 1 sierpnia 2011             | Cardiff                     | Walia             | Motorpoint Arena Cardiff            |                  |                  |
| 3 sierpnia 2011             | Belfast                     | Irlandia Północna | Odyssey Arena                       |                  |                  |
| 5 sierpnia 2011             | Londyn                      | Anglia            | The O2 Arena                        |                  |                  |
| 6 sierpnia 2011             | Londyn                      | Anglia            | The O2 Arena                        |                  |                  |

### Box Office
| Obiekt                               | Miasto / Festiwal                    | Sprzedaż Biletów Netto | Dochód Netto (USD) | FREKWENCJA * |
| SuperPages.com Center                | Dallas                               | 12,003 (80%)           | 502,064            | 17,000       |
| Cynthia Woods Mitchell Pavilion      | The Woodlands                        | 16,123 (100%)          | 745,666            | 18,000       |
| AT&T Center                          | San Antonio                          | 15,746 (100%)          | 721,944            | 20,000       |
| Comfort Dental Amphitheatre          | Greenwood Village                    | 13,456 (90%)           | 518,851            | 20,000       |
| The Pavilion                         | Albuquerque                          | 15,345 (100%)          | 812,345            | 17,000       |
| Cricket Wireless Pavilion            | Phoenix                              | 14,123 (80%)           | 712,345            | 20,000       |
| San Manuel Amphitheater              | San Bernardino                       | 24,112 (80%)           | 1,231,287          | 30,000       |
| Sleep Train Pavilion                 | Concord                              | 11,798 (100%)          | 587,999            | 16,000       |
| White River Amphitheatre             | Auburn                               | 15,921 (100%)          | 491,130            | 20,000       |
| General Motors Place                 | Vancouver                            | 14,123 (100%)          | 1,022,489          | 20,000       |
| Rexall Place                         | Edmonton                             | 12,234 (100%)          | 745,322            | 16,000       |
| Pengrowth Saddledome                 | Calgary                              | 9,644 (80%)            | 681,118            | 12,000       |
| Credit Union Centre                  | Saskatoon                            | 15,100 (100%)          | 976,900            | 20,000       |
| MTS Centre                           | Winnipeg                             | 11,234 (100%)          | 582,615            | 16,000       |
| Molson Amphitheatre                  | Toronto                              | 15,618 (100%)          | 1,000,563          | 20,000       |
| LeBreton Flats Park                  | Ottawa / BluesFest                   | 0                      | 0                  | 40,000       |
| Bell Centre                          | Montreal                             | 15,234 (100%)          | 1,046,733          | 20,000       |
| Plains of Abraham                    | Quebec / Quebec City Fest            | 0                      | 0                  | 125,000      |
| PNC Bank Arts Center                 | Holmdel                              | 17,112 (100%)          | 589,711            | 20,000       |
| Madison Square Garden                | New York City                        | 14,134 (100%)          | 1,030,584          | 20,000       |
| First Niagara Pavilion               | Burgettstown                         | 13,334 (60%)           | 674,443            | 18,000       |
| Blossom Music Center                 | Cuyahoga Falls                       | 11,250 (60%)           | 530,023            | 16,000       |
| DTE Energy Music Theatre             | Clarkston                            | 14,211 (100%)          | 600,432            | 20,000       |
| First Midwest Bank Amphitheatre      | Tinley Park                          | 28,630 (100%)          | 1237856            | 33,000       |
| Jiffy Lube Live                      | Bristow                              | 20,122 (100%)          | 640,290            | 22,000       |
| O2 Arena                             | Dublin                               | 12,345 (100%)          | 750,000            | 15,000       |
| Knebworth Park                       | Knebworth / Sonisphere Fest          | 0                      | 0                  | 65,000       |
| True Metal Stage                     | Wacken / Wacken Open Air             | 0                      | 0                  | 100,000      |
| Stora Skuggan                        | Stockholm / Sonisphere Fest          | 0                      | 0                  | 65,000       |
| Kirjurinluoto                        | Pori / Sonisphere Fest               | 0                      | 0                  | 65,000       |
| Koengen                              | Bergen                               | 21,345 (100%)          | 2,065,290          | 25,000       |
| Óbudai-sziget                        | Budapest / Sziget Festival           | 0                      | 0                  | 80,000       |
| Polus City Center                    | Kluż-Napoka                          | 34,234 (100%)          | 1,589,002          | 45,000       |
| Kievit Park                          | Hasselt / Pukkelpop Fest             | 0                      | 0                  | 80,000       |
| Villa Manin                          | Codroipo                             | 10,123 (100%)          | 652,778            | 13,000       |
| Auditorio Marina Sur                 | Valencia                             | 22,345 (100%)          | 1,244,590          | 27,000       |
| Olimpiyskiy Stadion                  | Moscow                               | 18,123 (80%)           | 2,051,993          | 20,000       |
| Singapore Indoor Stadium             | Kallang / Singapore                  | 11,401 (100%)          | 1,111,850          | 13,000       |
| Carnival Beach Ancol                 | Jakarta                              | 24,234 (100%)          | 1,234,559          | 30,000       |
| Garuda Wisnu Kencana                 | Denpasar                             | 7,123 (100%)           | 435,999            | 9,000        |
| Hisense Arena                        | Melbourne                            | 7,968 (100%)           | 893,074            | 10,000       |
| Entertainment Center                 | Sydney                               | 11,123 (100%)          | 1,267,023          | 13,000       |
| RNA Showgrounds                      | Brisbane / Soundwave Fest            | 0                      | 0                  | 50,000       |
| Sydney Showground                    | Sydney / Soundwave Fest              | 0                      | 0                  | 40,000       |
| Melbourne Showgrounds                | Melbourne / Soundwave Fest           | 0                      | 0                  | 30,000       |
| Bonython Park                        | Adelaide / Soundwave Fest            | 0                      | 0                  | 30,000       |
| Claremont Showgrounds                | Perth / Soundwave Fest               | 0                      | 0                  | 30,000       |
| Olympic Gymnastics Arena             | Seul                                 | 3,235 (50%)            | 400,456            | 5,000        |
| Saitama Super Arena                  | Tokyo                                | 43,100 (100%)          | 4,785,668          | 50,000       |
| Amfiteatro Banamex                   | Monterrey                            | 8,100 (100%)           | 452,355            | 10,000       |
| Foro Sol                             | Mexico City                          | 52,036 (100%)          | 2,037,580          | 60,000       |
| Simón Bolívar Park                   | Bogotá                               | 11,000 (90%)           | 780,894            | 14,000       |
| Estadio Universidad San Marcos       | Lima                                 | 20,200 (90%)           | 678,843            | 27,000       |
| Estádio do Morumbi                   | São Paulo                            | 67,134 (120%)          | 3,577,220          | 80,000       |
| HSBC Arena                           | Rio de Janeiro                       | 28,349 (100%)          | 1,700,458          | 33,000       |
| Estádio Mané Garrincha Parking Lot   | Brasília                             | 11,300 (80%)           | 891,477            | 15,000       |
| Parque de Exposições                 | Belem                                | 9,345 (100%)           | 634,900            | 12,000       |
| CCPEArea                             | Recife                               | 9,400 (80%)            | 587,630            | 15,000       |
| Expotrade Arena Parking Lot          | Curitiba                             | 15,000 (80%)           | 994,788            | 15,000       |
| Estadio Vélez Sarsfield              | Buenos Aires                         | 37,000 (100%)          | 1,692,850          | 50,000       |
| Estadio Nacional de Chile            | Santiago                             | 55,000 (100%)          | 2,600,170          | 56,000       |
| Coliseo de Puerto Rico               | San Juan                             | 7,245 (100%)           | 400,123            | 10,000       |
| BankAtlantic Center                  | Sunrise                              | 11,340 (100%)          | 657,009            | 17,000       |
| St. Pete Times Forum                 | Tampa                                | 13,345 (100%)          | 800,234            | 18,000       |
| Festhalle Frankfurt                  | Frankfurt                            | 12,121 (100%)          | 795,232            | 15,000       |
| König Pilsener Arena                 | Oberhausen                           | 10,298 (100%)          | 675,961            | 14,000       |
| Olympiahalle                         | Munich                               | 11,968 (100%)          | 787,831            | 14,000       |
| O2 World                             | Hamburg                              | 10,826 (100%)          | 717,889            | 14,000       |
| O2 World                             | Berlin                               | 12,817 (100%)          | 842,766            | 18,000       |
| Hanns-Martin-Schleyer-Halle          | Stuttgart                            | 11,974 (100%)          | 804,280            | 15,000       |
| Lotnisko Bemowo                      | Warszawa / Sonisphere Fest           | 0                      | 0                  | 53,000       |
| Výstaviště Praha                     | Praha / Sonisphere Fest              | 0                      | 0                  | 30,000       |
| Pannonia Fields                      | Nickelsdorf / Nova Rock Fest         | 0                      | 0                  | 60,000       |
| Terra Vibe Park                      | Athens / Sonisphere Fest             | 0                      | 0                  | 20,000       |
| Küçükçiftlik Park                    | Istanbul / Sonisphere Fest           | 0                      | 0                  | 20,000       |
| National Hippodrome Bankya           | Sofia / Sonisphere Fest              | 0                      | 0                  | 25,000       |
| St. Jakob-Gelände                    | Besel / Sonisphere Fest              | 0                      | 0                  | 25,000       |
| Autodromo Enzo e Dino Ferrari        | Imola / Sonisphere Fest              | 0                      | 0                  | 35,000       |
| Bercy Arena                          | Paris                                | 32,145 (100%)          | 2,567,009          | 40,000       |
| Festivalpladsen                      | Roskilde / Roskilde Festival         | 0                      | 0                  | 150,000      |
| Ullevi Stadium                       | Göteborg                             | 57,234 (100%)          | 5,648,890          | 62,000       |
| Festivalpark                         | Werchter / Werchter Festival         | 0                      | 0                  | 95,000       |
| Telenor Arena                        | Oslo                                 | 18,345 (100%)          | 2,200,023          | 23,000       |
| Olympic Stadium                      | Helsinki                             | 42,143 (100%)          | 4,200,000          | 48,000       |
| SKK Peterburgskiy                    | St. Petersburg                       | 15,778 (100%)          | 2,003,456          | 18,000       |
| 30th International Motorcycle Rally  | Faro                                 | 28,340 (100%)          | 1,200,078          | 35,000       |
| Getafe Open Air                      | Madrid / Sonisphere Fest             | 0                      | 0                  | 50,000       |
| SECC                                 | Glasgow                              | 9,700 (100%)           | 585,667            | 13,000       |
| AECC P&J Arena                       | Aberdeen                             | 8,412 (100%)           | 508,783            | 10,000       |
| Metro Radio Arena                    | Newcastle                            | 10,500 (100%)          | 641,962            | 12,000       |
| Motorpoint Arena Sheffield           | Sheffield                            | 11,650 (100%)          | 711,879            | 13,000       |
| Capital FM Arena                     | Nottingham                           | 8,510 (100%)           | 521,990            | 11,000       |
| M.E.N Arena                          | Manchester                           | 15,150 (100%)          | 931,077            | 22,000       |
| National Indoor Arena                | Birmingham                           | 13,350 (100%)          | 822,081            | 16,000       |
| Motorpoint Arena Cardiff             | Cardiff                              | 6,960 (100%)           | 428,585            | 8,000        |
| Odyssey Arena                        | Belfast                              | 11,457 (100%)          | 756,770            | 13,000       |
| The O2 Arena                         | London                               | 31,350 (100%)          | 2,256,789          | 40,000       |
| SUMA (Indywidualne / Ogół): 79 / 103 | SUMA (Indywidualne / Ogół): 79 / 103 | 1,324,000 / 95,4 %     | 85,260,510         | 3,000,000    |

* Dane dotyczą ostatecznej liczby uczestników w odniesieniu do maksymalnej pojemności obiektów z uwzględnieniem zaproszonych gości, wolontariuszy, darmowych uczestników imprez oraz posiadaczy biletów udostępnianych poza głównymi kanałami dystrybucji. W zależności od lokalizacji koncertu tzw. dane brutto mogą się znacznie różnić od wartości wyjściowych.